# 松端駅
松端駅（ソンダンえき）は朝鮮民主主義人民共和国咸鏡南道利原郡に位置する朝鮮民主主義人民共和国鉄道省平羅線の駅である。

## 歴史
- 1928年9月1日：利原駅として開業[1]。
- 日時不明：松端駅に改称。